# 岩瀬大輔
岩瀬 大輔（いわせ だいすけ、1976年3月17日 - ）元ライフネット生命保険取締役会長。埼玉県草加市生まれ、千葉県佐倉市育ち。KLKTN共同創業者兼CEO。香港在住。

## 人物
東京大学法学部在学中に司法試験に合格する。大学卒業後は法曹職にはつかず、インターンシップで縁のあったボストン・コンサルティング・グループに入社した。その後リップルウッド・ホールディングスを経て、日本ではできないことをやりたいとして、ハーバードビジネススクール(MBA)に留学した。
帰国後はゼロから新しい生命保険会社を立ち上げるため、出口治明、中田華寿子とともに、ライフネット生命保険(2008年5月営業開始)を設立した。独立系としては74年ぶり、国内44番目の生命保険会社であった。副社長を経て2013年に代表取締役社長就任。2018年に取締役会長及びAIAグループグループ・チーフ・デジタル・オフィサー就任。2019年にライフネット生命会長退任。

## 経歴

### 学歴
- 1994年、開成高等学校卒業
- 1998年、東京大学法学部卒業（在学中に旧司法試験合格）
- 2006年、ハーバード・ビジネス・スクール修了（御立尚資に次ぐ日本人4人目のBaker Scholar受賞）

### 職歴
- 1998年、ボストン・コンサルティング・グループ（BCG）勤務
- 2000年、インターネット・キャピタル・グループ（ICG）日本法人立ち上げに参画
- 2000年、リップルウッド（現RHJインターナショナル）勤務、旭テックの社外監査役兼務
- 2006年、ネットライフ企画設立に参画、ネットライフ企画取締役副社長就任
- 2008年、ライフネット生命保険（旧商号ネットライフ企画）が生命保険業免許を取得、ライフネット生命保険取締役副社長就任
- 2009年、ライフネット生命保険代表取締役副社長に就任
- 2012年、一般社団法人新経済連盟理事
- 2013年、ライフネット生命保険代表取締役社長、ベネッセ・ホールディングス社外取締役、教保ライフプラネット生命保険株式会社取締役に就任
- 2018年、ライフネット生命保険取締役会長、AIAグループのグループ・チーフ・デジタル・オフィサーに就任
- 2019年、ライフネット生命保険取締役会長を退任
- 2020年、Spiral Capital株式会社のマネージングパートナーに就任
- 2021年、NFT（非代替トークン）プラットフォームの「KLKTN（コレクション）」を立ち上げ[3]

### 受賞歴
- 2010年、世界経済フォーラム（ダボス会議）のYoung Global Leadersの1人に選出
- 2010年、日経BP CHANGEMAKERS OF THE YEAR 2010 に選出

## テレビ出演
- 日経スペシャル カンブリア宮殿 生命保険を見直せ！（2011年7月14日、テレビ東京）[4]

## 書籍

### 著書
- 『ハーバードMBA留学記 資本主義の士官学校にて』（2006年11月20日、日経BP社）ISBN 4822245527
- 『超凡思考』（共著者:伊藤真）（2009年2月13日、幻冬舎）ISBN 4344016238
  - 『超凡思考』（共著者:伊藤真）（2014年4月10日、幻冬舎 幻冬舎文庫）ISBN 9784344421738
- 『金融資本主義を超えて 僕のハーバードMBA留学記』（2009年5月10日、文藝春秋 文春文庫）ISBN 4167753804
- 『東大×ハーバードの岩瀬式! 加速勉強法』（2009年8月22日、大和書房）ISBN 4479792694
- 『生命保険のカラクリ』（2009年10月20日、文藝春秋 文春新書）ISBN 4166607235
- 『132億円集めたビジネスプラン 熱意とロジックをいかに伝えるか』（2010年11月17日、PHP研究所）ISBN 4569771904
- 『ネットで生保を売ろう！ '76生まれ、ライフネット生命を立ち上げる』（2011年3月25日、文藝春秋）ISBN 4163738908
- 『入社1年目の教科書』（2011年5月21日、ダイヤモンド社）ISBN 4478015422
  - 『入社1年目の教科書』（2018年1月25日、ダイヤモンド社）ISBN 9784478017876
- 『入社10年目の羅針盤 つまらない仕事が楽しくなる』（2012年6月22日、PHP研究所）ISBN 9784569805917
- 『がん保険のカラクリ』（2012年12月15日、文藝春秋 文春新書）ISBN 4166608932
- 『社会人のための勉強力の基本』（2013年3月9日、大和書房 だいわ文庫）ISBN 9784479304241
- 『ハーバードで学び、私が実践したビジネスプラン』（2013年4月20日、PHP研究所）ISBN 9784569811680
- 『5年後働く自分の姿が見えますか？』（共著者:飯田泰之 古市憲寿 駒崎弘樹 経沢香保子 為末大 田端信太郎 加藤嘉一）（2013年9月23日、角川書店）ISBN 9784041105474
- 『仕事でいちばん大切な 人を好きになる力』（2014年4月10日、講談社）ISBN 9784062186896
- 『楽しい仕事はない。だから楽しくやる』（2014年5月7日、PHP研究所 PHP文庫）ISBN 9784569761770
- 『林修×岩瀬大輔 SWITCH INTERVIEW達人達』（共著者:林修）（2014年5月31日、ぴあ）ISBN 9784835618906
- 『直感を信じる力 人生のレールは自分で描こう』（2014年11月1日、新潮社）ISBN 9784103368717
- 『パパ1年目のお金の教科書』（2018年3月1日、筑摩書房 ちくま新書）ISBN 9784480071293

### 監修
- 『マンガと図解 80分でわかる生命保険のしくみ』（2012年12月24日、ATパブリケーション）ISBN 9784906784134

### 訳・監訳
- 『ハーバードビジネススクール 不幸な人間の製造工場』（著者:フィリップ・デルヴス・ブロートン、監訳・解説:岩瀬大輔、訳:吉澤康子）（2009年5月25日、日経BP社）ISBN 9784822247461
- 『MBAの誓い ハーバード・ビジネス・スクールから始まる若きビジネス・リーダーたちの誓い』（著者:マックス・アンダーソン ピーター・エッシャー、監訳:岩瀬大輔、訳:青木創）（2011年11月9日、アメリカンブック&シネマ/英治出版）ISBN 9784903825083
- 『ハーバード流交渉術 必ず「望む結果」を引き出せる！』（著者:ロジャー・フィッシャー ウィリアム・ユーリー、訳:岩瀬大輔）（2011年12月12日、三笠書房）ISBN 9784837957324
- 『ハーバード・ビジネススクール「これから」を生きるための授業』（著者:エリック・シノウェイ メリル・ミードウ、訳:岩瀬大輔）（2013年3月22日、三笠書房）ISBN 9784837957409

### 解説
- 『なぜハーバード・ビジネス・スクールでは営業を教えないのか？ 拒絶から始まる世界一やりがいのある仕事』（著者:フィリップ・デルヴス・ブロートン、訳:関美和）（2013年8月31日、プレジデント社）ISBN 9784833420570